# 監査論
監査論（かんさろん、英:Auditing）は、会計の監査に関する学問であり、監査基準とその実務指針（監査基準委員会報告書など）に基づく財務諸表監査を主に扱う。監査の歴史については、「監査の歴史」で説明する。

## 学問としての監査論
監査論は会計学の一分野として位置づけられることが多く、主として会計学者によって研究が行われている。大学では商学部や会計専門職大学院において教育が行われており、財務諸表監査に従事していた公認会計士などの実務家教員によって教育・研究が行われることが多い点にも特徴がある。

## 公認会計士試験科目としての監査論
2016年1月12日現在、監査論は公認会計士・監査審査会が行なう公認会計士試験に出題される科目の一つとされている。主として公認会計士・監査法人による財務諸表監査を扱い、その範囲は監査基準等、関連諸法令 (公認会計士法・会社法・金融商品取引法)、監査実務指針 (品基報、監基報のみ)。

## 監査論研究者の一覧
50音順。
- 青木倫太郎
- 石田三郎
- 石原俊彦
- 伊豫田隆俊
- 大橋慶士
- 小俣光文
- 蟹江章
- 川北博
- 岸牧人
- 小関勇
- 佐々木隆志
- 瀧田輝己
- 千代田邦夫
- 鳥羽至英
- 友杉芳正
- 中里拓哉
- 永見尊
- 長吉眞一
- 八田進二
- 濱田眞樹人
- 林隆敏
- 福川裕徳
- 松井隆幸
- 松本祥尚
- 盛田良久
- 山浦久司
- 山口孝
- 山本貴啓
- 百合野正博
- 吉見宏